# Óscar Esplá
Oscar Espla (født 5. august 1886 i Alicante, død 6. januar 1976 i Madrid, Spanien) var en spansk komponist, dirigent, lærer og professor.
Espla var i starten selvlært som komponist, men tog senere til Tyskland for at studere komposition og direktion hos Max Reger,
for igen at tage til Frankrig, og studere i Paris hos Camille Saint-Saëns. Han har skrevet 2 symfonier, orkesterværker, operaer, balletmusik, kammermusik, korværker, vokalværker etc.
Espla som hører til en af Spaniens betydningsfulde komponister, var også professor i komposition på Musikkonservatoriet i Madrid.

## Udvalgte værker
- Symfoni nr. 1 "Aitana" (1958-1964) - for orkester
- Symfoni nr. 2 "Bag-" (1950) (ufuldendt) - for kor og orkester
- "Sydens sonate" (1943-1945)  - for klaver og orkester
- "La Pajara Pinta" (1929) - for orkester